# Renée Massip
 (octobre 2017).
Si vous disposez d'ouvrages ou d'articles de référence ou si vous connaissez des sites web de qualité traitant du thème abordé ici, merci de compléter l'article en donnant les références utiles à sa vérifiabilité et en les liant à la section « Notes et références ».
Pour les articles homonymes, voir Massip.
Renée Massip, née Renée Castaings le 31 mars 1905 à Arette dans les Pyrénées-Atlantiques et morte à Paris le 21 mars 2002, est une écrivaine française.

## Biographie
Renée Massip est récompensée du prix Interallié en 1963 pour La Bête quaternaire. Elle a reçu en 1980 le Prix de l'Académie pour l'ensemble de son œuvre.
Elle a été membre du jury du prix Femina de 1971 à 1996.
Elle était l'épouse du journaliste Roger Massip (1904-1987) qui dans les années 39-40 travaillait au journal Le Progrès de Lyon. Ils étaient amis de Léon Noël.

## Œuvre
- 1945 : L'Odyssée comporte un retour
- 1954 : La Régente – prix Alfred-Née de l’Académie française en 1955
- 1956 : La Petite Anglaise
- 1958 : Les Déesses
- 1963 : La Bête quaternaire – prix Interallié
- 1961 : La Main paternelle
- 1966 : Le Rire de Sara – Grand prix catholique de littérature
- 1967 : L'Aventure du lièvre blanc, illustrée par Elisabeth Ivanovsky
- 1969 : Les Torts réciproques
- 1970 : L'Entente du couple
- 1971 : À la santé de Dieu
- 1973 : La Vie absente
- 1974 : La Femme et l'Amitié
- 1976 : Qu'avez-vous fait de lui
- 1977 : Le Chat de Briarres
- 1979 : Belle à jamais
- 1981 : Les Passants du siècle